# Нессо
Нессо (итал. Nesso) — коммуна в Италии, располагается в регионе Ломбардия, в провинции Комо.
Население составляет 1300 человек (2008 г.), плотность населения составляет 87 чел./км². Занимает площадь 15 км². Почтовый индекс — 22020. Телефонный код — 031.
Покровителями коммуны почитаются святые апостолы Пётр и Павел, празднование 29 июня. 

## Демография
Динамика населения:

## Администрация коммуны
- Официальный сайт: http://www.comune.nesso.co.it Архивная копия от 4 июля 2008 на Wayback Machine